# Accidente del Il-76 de la Fuerza Aérea de Argelia
El accidente de un IL-76 de la Fuerza Aérea de Argelia de 2018 se produjo el 11 de abril de dicho año cuando un avión militar Ilyushin IL-76 de la Fuerza Aérea de Argelia se estrelló poco después del despegue desde el aeropuerto de Boufarik con dirección al aeropuerto Boudghene Ben Ali Lotfi, Béchar (Argelia). Las 257 personas a bordo murieron en el siniestro.
Es el peor accidente de aviación de la historia de Argelia, y el más grave desde el derribo del vuelo 17 de Malaysia Airlines en 2014. Asimismo, es el segundo accidente más grave de este modelo de avión tras el accidente del Ilyushin II-76MD de la Fuerza Aérea de Irán en 2003 que provocó la muerte de 275 personas. Es el peor desastre aéreo en suelo de África en términos de pasajeros, y el segundo peor contando con las víctimas terrestres, está debajo del Accidente de avión de Air Africa 1996.
Fue el desastre aéreo más grave de 2018.

## Avión
El avión era un Ilyushin Il-76TD de la Fuerza Aérea Argelina 347e Escadron de Transport Stratégique producido por Tashkent Asociación de Producción de Aviación en 1994. El avión, registrado 7T-WIV, msn 1043419649, había volado por primera vez en 1994.

## Accidente
A las 07:50, hora local (06:50 UTC), el avión se estrelló justo fuera del perímetro del aeropuerto de Boufarik, del cual había despegado recientemente. Boufarik está cerca de la ciudad de Blida y al suroeste de la capital, Argel. Testigos informaron que el ala del avión se había incendiado antes del choque. El vuelo tenía como destino final el Aeropuerto de Tindouf de Tinduf con escala en el aeropuerto Boudghene Ben Ali Lotfi de Béchar. Se informó que los diez tripulantes y 247 pasajeros a bordo murieron.

## Pasajeros y tripulación
Entre los pasajeros, había 176 miembros del Ejército Nacional del Pueblo Argelino. Muchos de estos oficiales militares y soldados viajaban con sus familiares. Responsables de la RASD aseguran que 30 estudiantes y otros civiles saharauis que volvían a los campos de refugiados de Tinduf están entre los muertos. Habían estado visitando Argel por razones médicas y burocráticas. Saharauis suelen disponer de plazas de cortesía en aviones de transporte militar argelinos.

## Consecuencias
Brahim Gali, presidente de la República Árabe Saharaui Democrática (RASD), decretó siete días de duelo oficial.